# کارمن سلیمان
کارمن سلیمان (عربی: كارمن عصام سليمان؛ زادهٔ ۷ اکتبر ۱۹۹۴) خوانندگی اهل مصر است. وی از سال ۲۰۱۲ میلادی تاکنون مشغول فعالیت بوده‌است.